# No More Sad Songs
"No More Sad Songs" é uma canção do grupo britânico Little Mix e aparece como a décima faixa em seu quarto álbum Glory Days. A canção foi composta por Emily Warren, Edvard Førre Erfjord, Henrik Michelsen, a integrante do grupo, Leigh-Anne Pinnock e Tash Phillips e foi produzida pelo time de produtores, Electric e Joe Kearns. Uma versão remixada com a participação do rapper Machine Gun Kelly foi lançado em 3 de março de 2017, servindo como o terceiro single do álbum, o mesmo foi incluso na reedição do álbum Glory Days, "Glory Days: The Platinum Edition" (2017).

## Antecedentes e lançamento
A canção foi anunciada como o terceiro single do Glory Days em 1 de março de 2017 através da conta do Twitter do grupo e a capa oficial para o single foi lançado através da conta do Twitter do grupo em 02 de março de 2017. O single foi disponibilizado para download e streaming digitais no dia 3 de março.

## Composição
"No More Sad Songs" é uma canção pop e dance-pop. Composta na chave de Si♭ M. E tem um tempo de 102 batimentos por minuto. Os vocais de estendem do Bb3 ao D5.

## Recepção crítica
O crítico do Digital Spy, Lewis Corner, afirmou: "Agora que o rompimento está bem e verdadeiramente afundado, as garotas estão tentando colocá-lo atrás deles, voltando lá e desfrutando de suas vidas novamente. Um último pedido? "No More Sad Songs" obviamente. "I'm still trying to put this behind me / I still want to know who's taking you home," Perrie admite no verso, antes de estourar em um coro eletrônico espirituoso. É um toque belamente desafiador em um sutil clube banger, e a grande execução vocal de Perrie no final é um momento real. É uma das músicas em que Leigh-Anne também mostra seu destaque com maravilhosos vocais.

## Vídeo musical
O video clipe oficial da canção foi lançado no dia 29 de março de 2017, no canal da Vevo do grupo. O clipe foi dirigido por Marc Klasfeld, que já trabalhou com Katy Perry no clipe de Last Friday Night (T.G.I.F.), 2011.

## Desempenho nas paradas musicais
| Parada (2017)                     | Posição |
| --------------------------------- | ------- |
| Bélgica (Ultratip Bubbling Under) | 4       |
| Escócia (Scottish Singles Chart)  | 4       |
| Filipinas (Philippine Hot 100)    | 77      |
| Indonésia (CreativeDisc Top 50)   | 8       |
| Irlanda (IRMA)                    | 25      |
| Nova Zelândia Heatseekers (RMNZ)  | 9       |
| Reino Unido (UK Singles Chart)    | 15      |

## Certificações
| País        | Certificador | Certificações |
| ----------- | ------------ | ------------- |
| Brasil      | PMB          | Platina       |
| Reino Unido | BPI          | Platina       |

## Histórico de lançamentos
| Região       | Data               | Formato                      | Gravadoras | Ref.   |
| ------------ | ------------------ | ---------------------------- | ---------- | ------ |
| Mundialmente | 3 de março de 2017 | Digital download • Streaming | Syco       | [ 15 ] |